# Alien vs. Predator (аркада)
Чужой против Хищника (エイリアンVSプレデター) — видеоигра beat 'em up 1994 года, разработанная и выпущенная Capcom для аркадных автоматов CPS-2. Её сюжет основан на популярном тогда кроссовере «Чужого против Хищника». Игрок управляет несколькими персонажами, людьми и хищниками, которым предстоит сражаться с чужими и сотрудниками Weyland-Yutani. Игра была тепло воспринята как игроками, так и игровой прессой. Тем не менее она так и не была выпущена на домашних приставках и компьютерах.

## Игровой процесс

Кадр из игры, где Датч сражается с ксеноморфами

Чужой против. Хищник разрабатывалась для аркадных автоматов, поэтому для управления в игре применяется джойстик с восемью направлениями и три кнопки — для атаки, прыжка и стрельбы. Аркадный автомат позволяет играть вместе трём игрокам, хотя для некоторых автоматов меньшего размера выпускались версии, позволяющие играть двум игрокам. Четыре управляемых персонажа — два солдата-киборга, майор Датч Шеффер, главный герой из фильма «Хищник», лейтенант Линн Куросава, оригинальный персонаж; и два хищника, условно именуемых, как Охотник и Воин.
Трое из четырех персонажей вооружены оружием ближнего боя: Линн пользуется катаной, Воин орудует нагинатой, Охотник использует выдвигающиеся лезвия и копьё. Датч для атаки использует свою кибернетическую руку. Также он может подбирать другое оружие и сражаться с ним против врагов.
Каждый игровой персонаж в своём арсенале имеет дальнобойное оружие. Линн пользуется скорострельным пистолетом, у Датча это встроенный в его кибер-руку смарт-пистолет, хищники же используют лазерные пушки, прикреплённые к их спинам. Счётчик, изображённый на нижней части экрана показывает уровень запаса боеприпасов, если он опустеет, персонаж не сможет стрелять пока счётчик не заполнится снова. У Линн лучший показатель боеприпасов и он восполняется быстрее всего. Игра за этого персонажа позволяет совершать больше выстрелов. Однако Линн совершенно беззащитна во время перезарядки. Датч и Хищники же могут передвигаться и сражаться в ближнем бою, пока их счётчик боеприпасов будет автоматически расти.
Игрок может подбирать у противников различное оружие, например это гранатометы и огнеметы, но у них ограниченный запас боеприпасов. Игрок также может найти драгоценности за бонусные очки, еду или лекарства для восстановления показателей здоровья.

## Сюжет
Действие происходит в вымышленном городе Сан-Драд (перевод с васэй-эйго Сан-Дорадо, サン・ドラド), Калифорнии, который был захвачен улием чужих или ксеноморфов — агрессивным инопланетным инсектоидным видом, которым требуются живые существа для размножения. Усовершенствованный кибернетическими имплантами майор Датч Шефер, главный герой из фильма «Хищник» и лейтенант Линн Куросава из Колониальной морской пехоты США оказались загнаны в угол роем ксеноморфов, однако их спасают внезапно появившиеся двоя хищников. Они представители другого враждебного, но разумного инопланетного вида, которые любят устраивать охоту на разных существ галактики, в том числе и людей. На этот раз хищники хотят помочь людям победить чужих и они заключают союз с Датчем и Линн.
Главные герои на протяжении всего прохождения уничтожают ксеноморфов. Они узнают, что нападение чужих — результат эксперимента генерала Буша, работающего на корпорацию Weyland-Yutani. Герои намерены сорвать план Буша по разведению чужих, но его убивает выжившая в предыдущем бою королева Чужих — матка ксеноморфов. Главные герои принимают решение, уничтожить Сан-Драд мощным ядерным взрывом, чтобы уничтожить всех чужих в ней и таким образом остановить заражение Земли. Воин-хищник в знак уважения отдаёт Датчу и Линн свои наручные лезвия перед тем, как покинуть Землю. Линн хочет узнать, почему хищники решили помочь людям, в ответ услышав расплывчатый намёк на то, следующий раз они вернутся на Землю уже охотится на героев.

## Персонажи
В игре представлены четыре игровых персонажа: два колониальных морских пехотинца США и два хищника. Каждый персонаж обладает своим уникальным набором способностей и видами атак.
- Хищник-Воин (プレデター・ウォリアー) — старший из двух Хищников, он силён как в ближнем, так и в дальнем бою.
- Хищник-Охотник (プレデター・ハンター) — младший из двух Хищников. Он совершает более стремительные и разрушительные атаки, но ему требуется больше времени для восстановления.
- Майор Датч Шефер (ダ ッ チ ・ シ ェ ー フ ァ ー) — его прообразом стал одноимённый персонаж Арнольда Шварценеггера из оригинального фильма «Хищник»[2]. У него установлена кибернетическая рука, из всех героев он самый медленный, но его атаки сокрушительные, он не прыгает, но бросается вперёд. В 2011 году ScrewAttack включила его в список десяти лучших космодесантников в видеоиграх[3].
- Лейтенант Линн Куросава (リ ン ・ ク ロ サ ワ) — человек-киборг. Она американка японского происхождения. Использует для атаки пистолет и катану, владеет боевым искусством. Её атаки не сильны и имеют небольшой радиус, но это компенсируется быстротой и проворностью персонажа.

## Разработка и выпуск
Разработка игры началась на основе раннего наброска сценария к киноадаптации «Чужого против Хищника» — популярного в 1990-е годы кроссовера, к которому уже было выпущено множество комиксов. Игра по изначальной задумке должна была быть выпущена вместе с фильмом. Тем не менее создание фильма было отложено, но от идеи не отказывались. В итоге за долгий период подготовки сценарий к фильму был полностью переработан. Фильм-кроссовер «Чужой против Хищника» в итоге вышел в 2004 году и не имеет никакого отношения к аркадной игре, вышедшей на 10 лет раньше.
В какой-то момент планировался выпуск версии игры для приставки 32X, но релиз так и не состоялся. Годом раньше для SNES вышла игра Alien vs Predator, чей разработкой занималась Joruda, а выпуском —Activision. Вопреки расхожему мнению, обе эти игры не связаны между собой кроме схожего сеттинга. В 2019 году Capcom объявила, что игра будет доступна для игры на приставке Capcom Home Arcade.

## Восприятие
Игра была восторженно принята игроками и игровыми критиками. В Японии она по состоянию на июль 1994 года стала третьей самой популярной аркадной игрой, опередив по популярности такие хиты, как Gokujo Parodius и Puyo Puyo. Alien vs. Predator на какой то момент стала одной из самых популярных аркадных игр в Северной Америке. Журнал Play Meter назвал её шестой самой популярной аркадной игрой в тот период. Редакция журнала GamePro присудила игре высшею оценку 5,0 во всех четырех категориях (графика, звук, управление и веселье). Журнал Electronic Gaming Monthly заметил, что игра оправдывает все ожидания, как продукт от создателей Street Fighter 2 и The Punisher. Редакция GameSpot заметила, что Alien vs. Predator для своего времени выделялась великолепной историей, графикой и спецэффектами.
В 2013 году редакция Heavy.com поставила игру на 12 место среди лучших игр жанра beat 'em up. Kotaku назвала Alien vs. Predator одной из самых красивых beat 'em up игр 16-битной эпохи. В этом же году редакция Arcade Sushi поставило игру на второе место среди лучших beat 'em up ретро-игр, заключив что «без сомнения, это одна из самых великолепно выглядящих и играющихся аркадных beat 'em up игр всех времён».
По мнению редакции Destructoid, Alien vs. Predator — «классическая аркадная игра, которую многие до сих пор вспоминают с любовью». Retro Gamer назвала ее «отличной игрой», ставшей неизменной классикой и одним из лучших примеров видеоигры, созданной по чужой вселенной в рамках лицензионного соглашения. В 2013 году Capcom заметила, что фанаты её игр чаще всего просили выпустить ремейк именно по Alien vs. Predator. В 2015 году редакция Hardcore Gamer включила её в список 200 лучших игр всех времён.

## Наследие
Лейтенант Куросава (описанная журналистом Retro Gamer, как героиня, схожая с Таки [хотя Таки появилась в более поздней игре] в плане способа ведения боя и атак в стиле ниндзя) стала одним из ранних примеров игровых женских персонажей в компьютерных играх. Позже она появлялась эпизодически в играх серии Capcom, а именно в Street Fighter Alpha 2, Street Fighter III 2nd Impact и Namco × Capcom. Дизайн героини стал прообразом для Ибуки из серии Street Fighter, дебютировавшей в 1997 году. Внешними сходствами с Куросавой также обладает Симона из шутера Cannon Spike от Psikyo.
Со слов Тэцуко Кикути, бывшего дизайнера в компании Treasure,  Alien vs. Predator и Mad Stalker: Full Metal Forth послужили основным источником вдохновения для создания игры Guardian Heroes в 1996 году. Игра также послужила источником вдохновения для создателей River City Ransom: Underground — сиквела River City Ransom.
В 2017 году NECA, компания, производящая игрушки объявила, что приобрела лицензию на видеоигру и собирается выпускать фигурки персонажей из игры, в частности чужих и хищников. Фигурки продавались в упаковках, выдержанных в ретро-стиле, связанном с аркадными автоматами. Позже NECA анонсировала выпуск фигурок Линн и Датча.

## Внешние ссылки
- Чужой против. Хищник в MobyGames
- Чужой против. Хищник на GameFAQs
- Чужой против. Хищник в Arcade-History